# Gethyllis oligophylla
Gethyllis oligophylla är en amaryllisväxtart som beskrevs av D.Müll.-doblies. Gethyllis oligophylla ingår i släktet Gethyllis och familjen amaryllisväxter. Inga underarter finns listade i Catalogue of Life.